# Két
Két hay còn gọi chắp sét (danh pháp khoa học: Beilschmiedia ferruginea) là loài thực vật có hoa trong họ Nguyệt quế. Loài này được H.Liu miêu tả khoa học đầu tiên năm 1932.